# Arcola (Illinois)
Arcola ist eine Kleinstadt in Illinois  in den Vereinigten Staaten von Amerika. Die Stadt hat 2927 Einwohner (Stand 2020) und liegt im County Douglas. Das Gebiet der Stadt umfasst 5,239 km². Sie liegt auf einer Höhe von 677 m.
Die bekannteste Sehenswürdigkeit ist das Hippie Memorial. Es wurde von 1992 bis 1998 von Bob Moomaw gebaut. Das fast 19 Meter lange Denkmal beschreibt den Verlauf der Hippiezeit. Moomaw wollte damit den Künstlern danken, die vieles gewagt aber auch erreicht haben. Es liegt zentral in der Stadt.
Arcola ist geprägt von einer großen Community der Old Order Amish, die sich außerhalb der Stadt auf verschiedenen Höfen angesiedelt haben. Diese Community wird insbesondere der Nachbarstadt Arthur zugeordnet und gilt mit Amischen als die größte amische Gemeinschaft des Bundesstaats. Typische Pferdekutschen der Amish sind vielfach in Arcola zu beobachten und stellen eine wichtige Touristenattraktion dar.

## Söhne und Töchter der Stadt
- Henry Ellsworth Ewing (1883–1951), Parasitologe

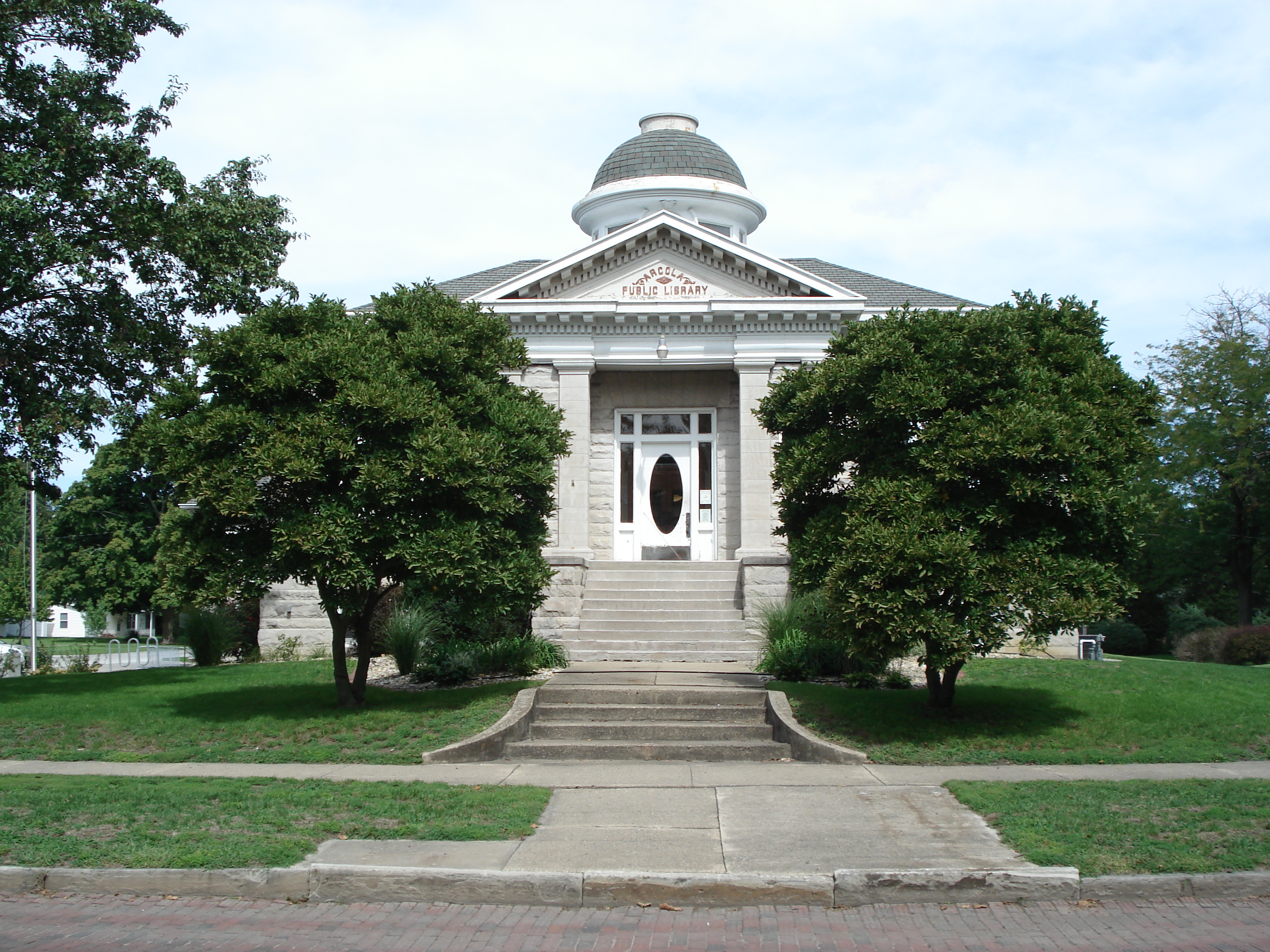
Eingang zur öffentlichen Bücherei (Public Library)
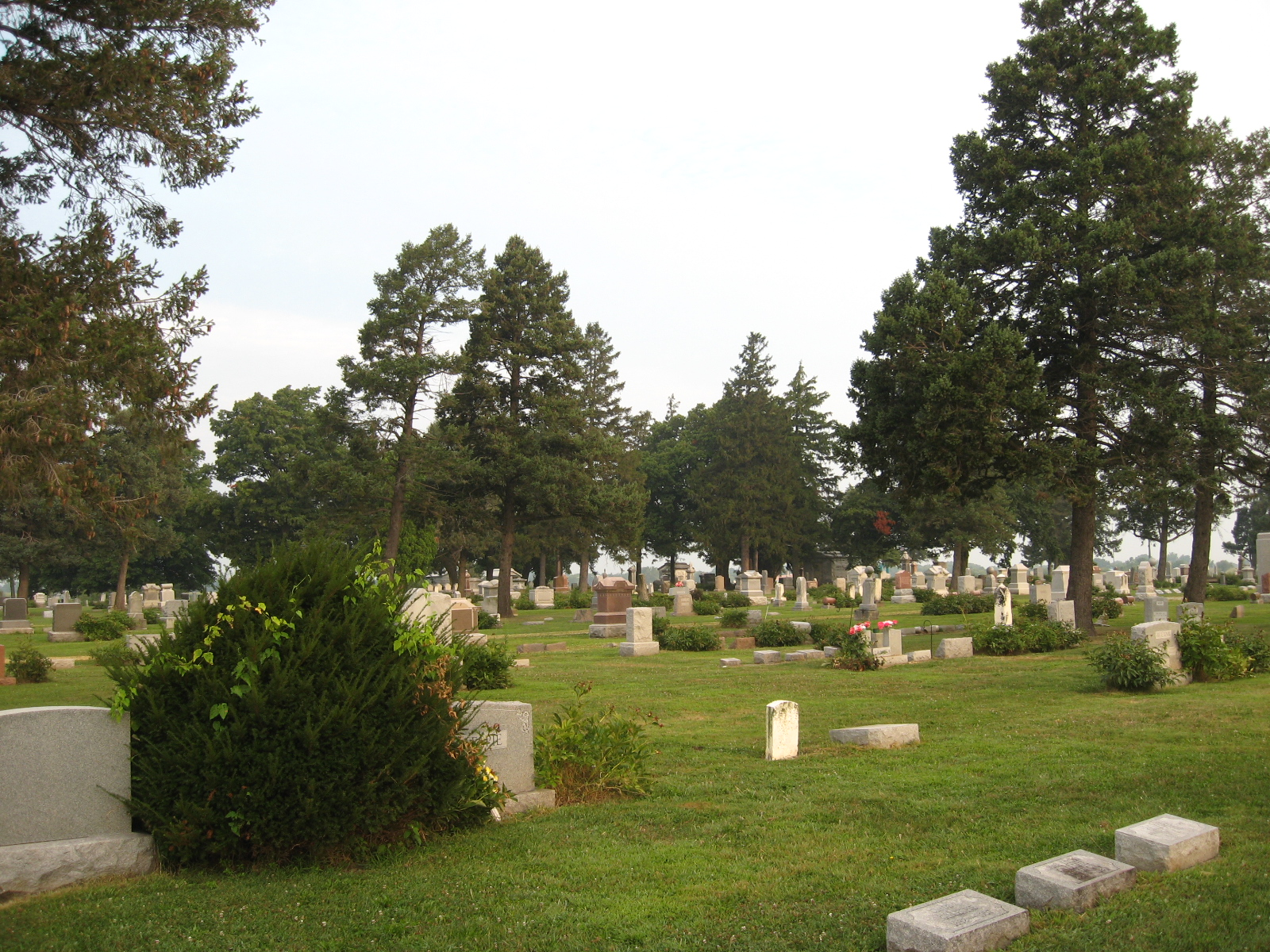
Friedhof in Arcola
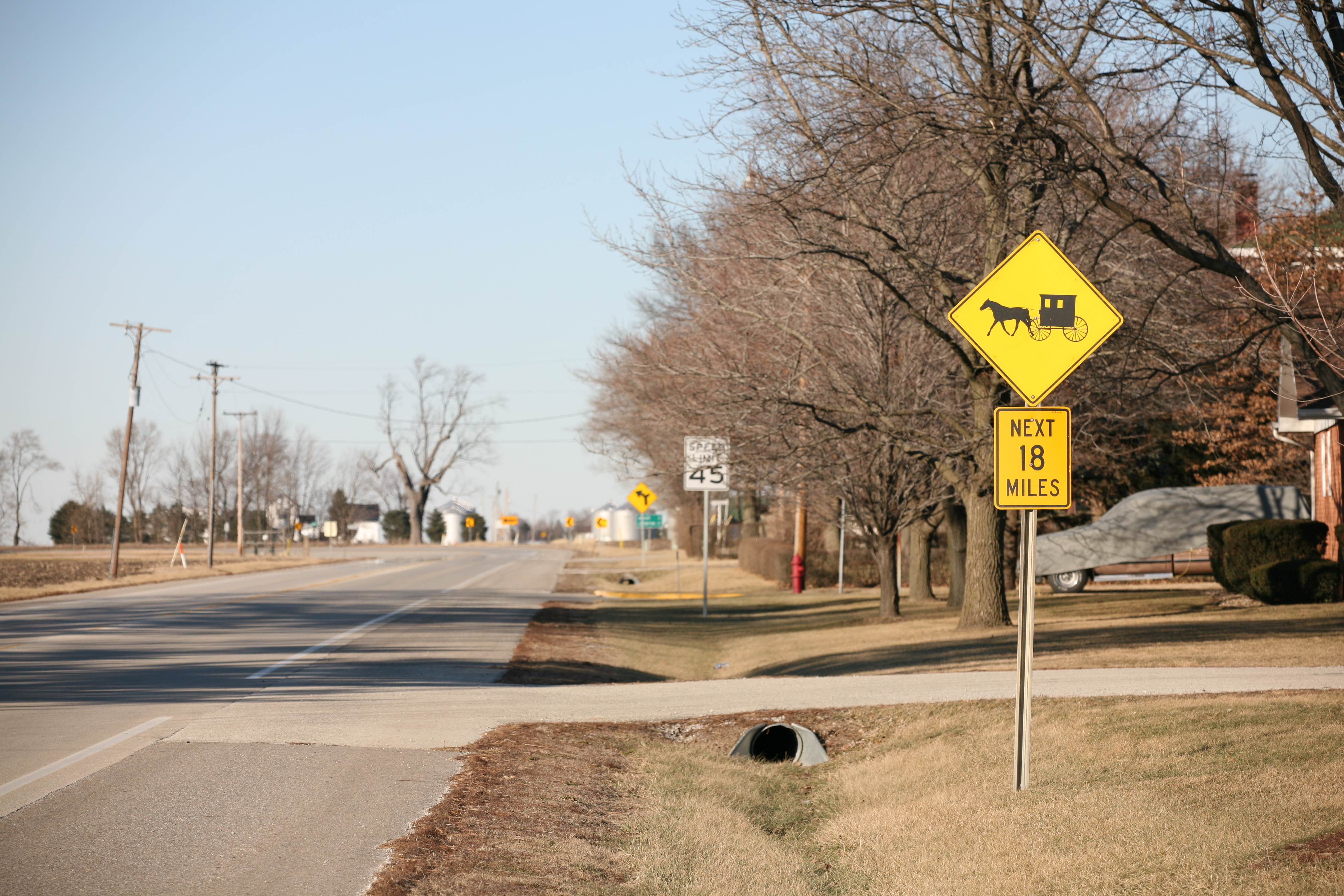
Warnung vor Pferdekutschen der Amish
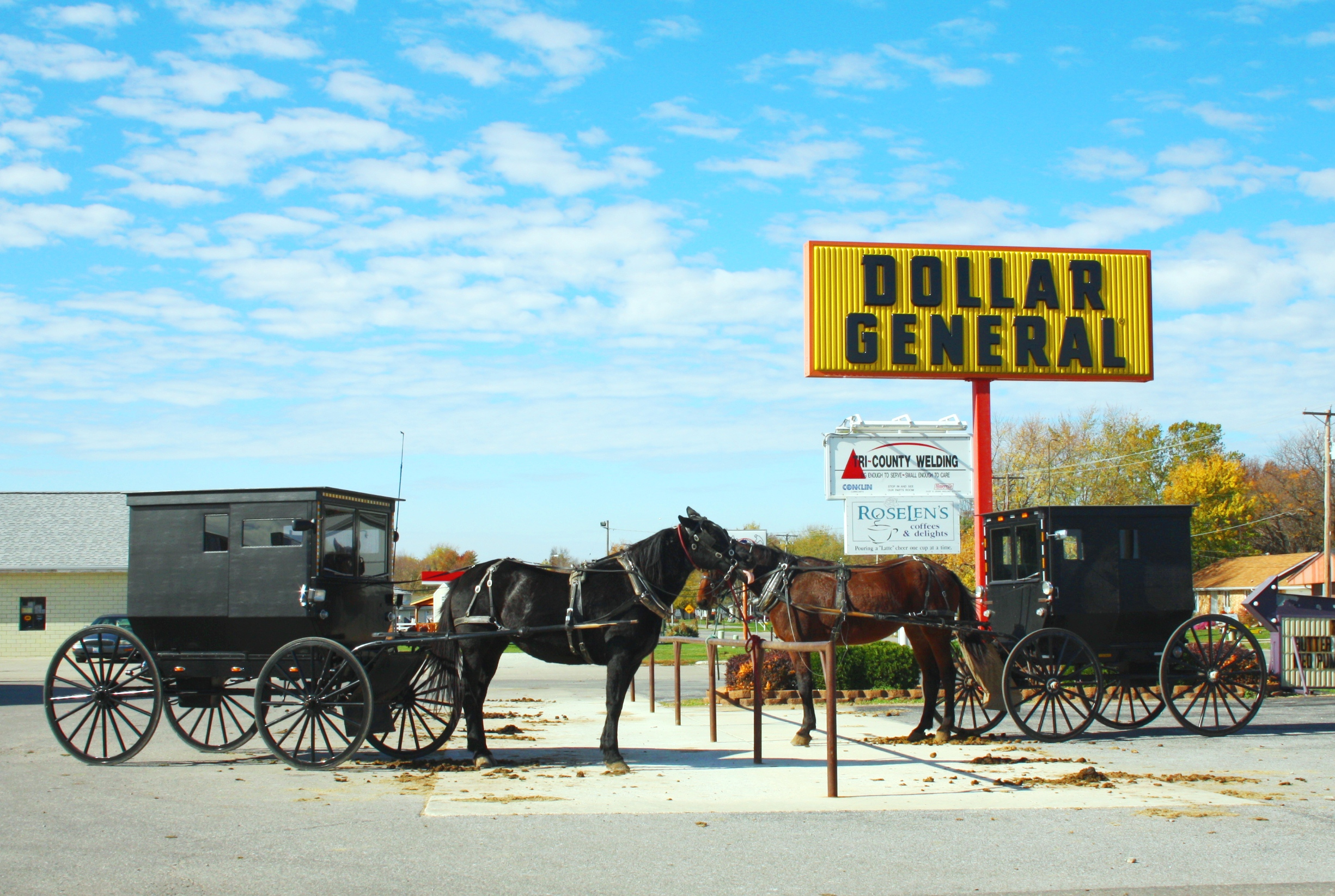
Typische Pferdekutschen in Arcola
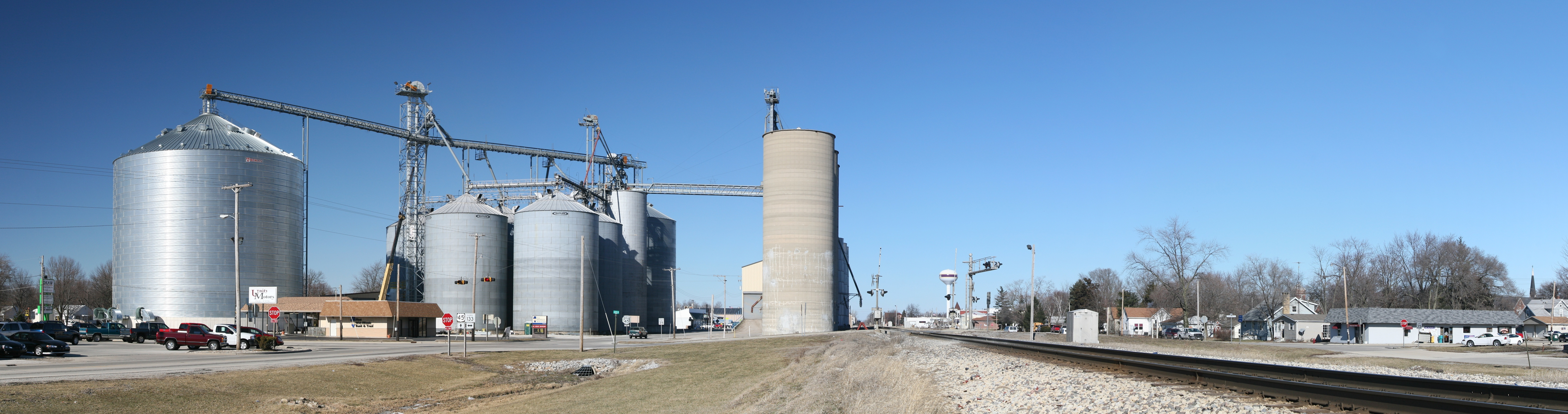